# 高松宮記念 (競馬)
高松宮記念（たかまつのみやきねん）は、日本中央競馬会（JRA）が中京競馬場で施行する中央競馬の重賞競走（GI）である。
正賞は名古屋市長賞、名古屋競馬株式会社賞、日本馬主協会連合会会長賞。

## 概要
春の古馬スプリントチャンピオン決定戦であるとともに、春のGI競走シリーズの始まりを告げるレースともなっている。またスプリンターズステークス同様に｢電撃の6ハロン｣と呼称される。
4歳（現3歳）以上の馬による重賞として1967年（昭和42年）に創設された「中京大賞典（ちゅうきょうだいしょうてん）」が、本競走の前身。1970年に高松宮宣仁親王から優勝杯が下賜されたのを機に、1971年より「高松宮杯（たかまつのみやはい）」に改称のうえ新設。同年より中京競馬場に新設された芝コースの2000mで、夏の中京開催を飾る中距離の名物競走として施行していた。この間、1984年にグレード制が導入された際、GIIに格付けされている。
1996年に中央競馬の短距離競走体系が改善・整備され、本競走は距離を芝1200mに短縮のうえ施行時期も5月に変更し、GIに格上げ。これにより、中央競馬のいわゆる「中央場所（中山・東京・京都・阪神）」以外の競馬場で初めて行われる常設のGI競走として、春の短距離王決定戦に位置づけられた。
その後、1998年には現名称に改称され、2000年には施行時期を3月に変更。競走条件も「5歳（現4歳）以上」に改められた。
2005年に創設された国際スプリントシリーズ戦「グローバル・スプリント・チャレンジ」に2011年から構成レースのひとつとして加わり、2013年まで第2戦（2014年から2017年までは第3戦）として行われていた(2017年を最後に休止)。
外国産馬は1989年から、地方競馬所属馬は1996年から出走可能になり、2001年からは国際競走となって外国馬も出走可能になった。2007年より国際GIに格付けされている。

### 競走条件
以下の内容は、2025年現在のもの。
出走資格：サラ系4歳以上（出走可能頭数：最大18頭）
- JRA所属馬
- 地方競馬所属馬（出走資格のある馬のみ）
- 外国調教馬（優先出走）

負担重量：定量（58kg、牝馬2kg減）

### JRA所属馬の出走権
JRA所属馬は同年に行われる下表の競走で1着となった馬に、優先出走権が付与される。
| 競走名               | 格   | 競馬場     | 距離    |
| -------------------- | ---- | ---------- | ------- |
| 阪急杯               | GIII | 阪神競馬場 | 芝1400m |
| オーシャンステークス | GIII | 中山競馬場 | 芝1200m |

上記のほか、レーティング順位の上位5頭にも優先出走権が付与される。
その他のJRA所属馬は、以下の条件で出走馬を決定する。
- 「通算収得賞金」+「過去1年間の収得賞金」+「過去2年間のGI（JpnI）競走の収得賞金」の総計が多い順

#### 地方競馬所属馬の出走資格
地方競馬所属馬は同年に行われる下表の競走で2着以内となった馬に、優先出走権が付与される。
| 競走名               | 格   | 競馬場     | 距離    |
| -------------------- | ---- | ---------- | ------- |
| 阪急杯               | GIII | 阪神競馬場 | 芝1400m |
| オーシャンステークス | GIII | 中山競馬場 | 芝1200m |

上記のほか、外国で行われるグローバル・スプリント・チャレンジ対象競走のいずれかで2着以内となった地方競馬所属馬も本競走に優先出走できる（2017年まで）。

### 賞金
2025年の1着賞金は1億7000万円で、以下2着6800万円、3着4300万円、4着2600万円、5着1700万円。

### コース
中京競馬場の芝コース、1200mを使用。
向正面のやや第2コーナーよりの地点からスタートし、スタート直後は緩やかな上り勾配。その後第4コーナーを過ぎるまで、高低差3.5mを一気に下る。ゴールまでの直線は412mあり、残り約350m地点から高低差約2mの上り勾配が待ち構える。

## 歴史

### 年表
- 1971年 - 4歳（現3歳）以上の馬による重賞競走「高松宮杯」の名称で創設、中京競馬場の芝2000mで施行[4]。
- 1984年 - グレード制施行によりGII[注 1]に格付け[4]。
- 1989年 - 混合競走に指定され、外国産馬が出走可能になる[4]。
- 1996年
  - GI[注 1]に格上げ[4]。
  - 施行距離を芝1200mに変更[4]。
  - 指定交流競走に指定され、地方競馬所属馬が出走可能になる[6]。
- 1998年 - 名称を「高松宮記念」に変更[4]。
- 2000年 - 出走資格を「5歳（現4歳）以上」に変更[4]。
- 2001年
  - 馬齢表記を国際基準へ変更したのに伴い、出走資格を「4歳以上」に変更[6]。
  - 国際競走に指定され、外国調教馬が5頭まで出走可能となる[6]。
- 2007年
  - 国際GIに格付け[4]。
  - 日本のパートI国昇格に伴い、外国調教馬の出走枠が9頭に拡大[10]。
- 2011年
  - グローバル・スプリント・チャレンジに参加、第2戦に組み込まれる[4]。
  - 「東北関東大震災被災地支援競馬」となり、この年のみ中京競馬場の改修工事のため阪神競馬場で施行。このため、フルゲートは16頭に縮小。
- 2012年 - レーティング上位の5頭に優先出走を認める。
- 2014年 - トライアル制を確立し、指定された競走の1着馬に優先出走を認める。
- 2015年 - エアロヴェロシティが香港馬として初の優勝。
- 2018年 - グローバル・スプリント・チャレンジが休止される。
- 2020年 - COVID-19の流行により「無観客競馬」として開催。

## 歴代優勝馬
距離はすべて芝コース。
優勝馬の馬齢は、2000年以前も現行表記に揃えている。
競走名は第27回まで「高松宮杯」、第28回以降は「高松宮記念」。
| 回数   | 施行日        | 競馬場 | 距離  | 優勝馬             | 性齢 | 所属 | タイム | 優勝騎手   | 管理調教師   | 馬主                       | 単勝オッズ | 単勝人気 | 1着本賞金   |
| ------ | ------------- | ------ | ----- | ------------------ | ---- | ---- | ------ | ---------- | ------------ | -------------------------- | ---------- | -------- | ----------- |
| 第1回  | 1971年6月27日 | 中京   | 2000m | シュンサクオー     | 牡5  | JRA  | 2:00.1 | 飯田明弘   | 小林稔       | 岩佐俊策                   | 13.9       | 3        | 1500万円    |
| 第2回  | 1972年6月25日 | 中京   | 2000m | ジョセツ           | 牝5  | JRA  | 2:01.8 | 岡部幸雄   | 鈴木清       | 中村勝五郎                 | 7.9        | 4        | 2000万円    |
| 第3回  | 1973年6月24日 | 中京   | 2000m | タケデンバード     | 牡4  | JRA  | 2:01.0 | 蓑田早人   | 稲葉秀男     | 武市伝一                   | 40.8       | 8        | 2000万円    |
| 第4回  | 1974年6月23日 | 中京   | 2000m | ハイセイコー       | 牡4  | JRA  | 2:00.4 | 増沢末夫   | 鈴木勝太郎   | （株）ホースマンクラブ     | 1.6        | 1        | 2300万円    |
| 第5回  | 1975年6月22日 | 中京   | 2000m | イットー           | 牝4  | JRA  | 2:00.2 | 簗田善則   | 田中好雄     | （有）荻伏牧場             | 4.9        | 3        | 2500万円    |
| 第6回  | 1976年6月27日 | 中京   | 2000m | フジノパーシア     | 牡5  | JRA  | 2:01.3 | 大崎昭一   | 柴田寛       | 真田繁次                   | 6.1        | 3        | 2800万円    |
| 第7回  | 1977年6月26日 | 中京   | 2000m | トウショウボーイ   | 牡4  | JRA  | 2:03.8 | 武邦彦     | 保田隆芳     | トウショウ産業（株）       | 1.2        | 1        | 2900万円    |
| 第8回  | 1978年6月25日 | 中京   | 2000m | ヤマニンゴロー     | 牡4  | JRA  | 2:03.2 | 古川隆文   | 諏訪佐市     | 土井宏二                   | 6.3        | 2        | 3000万円    |
| 第9回  | 1979年6月24日 | 阪神   | 2000m | ネーハイジェット   | 牡3  | JRA  | 1:59.8 | 松本善登   | 布施正       | 内海都一                   | 23.2       | 5        | 3000万円    |
| 第10回 | 1980年6月22日 | 中京   | 2000m | リンドプルバン     | 牡4  | JRA  | 2:01.1 | 田原成貴   | 見上恒芳     | （株）デルマークラブ       | 6.5        | 3        | 3300万円    |
| 第11回 | 1981年6月28日 | 中京   | 2000m | ハギノトップレディ | 牝4  | JRA  | 2:01.8 | 伊藤清章   | 伊藤修司     | 日隈広吉                   | 2.4        | 1        | 3600万円    |
| 第12回 | 1982年6月27日 | 中京   | 2000m | カズシゲ           | 牡5  | JRA  | 2:00.5 | 田原成貴   | 須貝彦三     | 萩英男                     | 7.8        | 3        | 3900万円    |
| 第13回 | 1983年6月26日 | 中京   | 2000m | ハギノカムイオー   | 牡4  | JRA  | 2:01.1 | 伊藤清章   | 伊藤修司     | 日隈広吉 中村和夫          | 1.3        | 1        | 4000万円    |
| 第14回 | 1984年6月24日 | 中京   | 2000m | キョウエイレア     | 牡5  | JRA  | 2:03.9 | 田島信行   | 久保田金造   | 松岡正雄                   | 16.4       | 3        | 4300万円    |
| 第15回 | 1985年6月23日 | 中京   | 2000m | メジロモンスニー   | 牡5  | JRA  | 2:03.5 | 清水英次   | 大久保正陽   | メジロ商事（株）           | 16.7       | 4        | 4300万円    |
| 第16回 | 1986年6月22日 | 中京   | 2000m | ラグビーボール     | 牡3  | JRA  | 2:01.3 | 河内洋     | 田中良平     | 小田切有一                 | 2.6        | 1        | 4500万円    |
| 第17回 | 1987年7月12日 | 中京   | 2000m | ランドヒリュウ     | 牡5  | JRA  | 1:59.8 | 村本善之   | 小林稔       | 木村善一                   | 2.8        | 1        | 4800万円    |
| 第18回 | 1988年7月10日 | 中京   | 2000m | オグリキャップ     | 牡3  | JRA  | 1:59.0 | 河内洋     | 瀬戸口勉     | 佐橋五十雄                 | 1.2        | 1        | 4800万円    |
| 第19回 | 1989年7月9日  | 中京   | 2000m | メジロアルダン     | 牡4  | JRA  | 1:58.9 | 河内洋     | 奥平真治     | （有）メジロ牧場           | 1.6        | 1        | 5700万円    |
| 第20回 | 1990年7月8日  | 中京   | 2000m | バンブーメモリー   | 牡5  | JRA  | 1:59.4 | 武豊       | 武邦彦       | 竹田辰一                   | 2.1        | 1        | 6000万円    |
| 第21回 | 1991年7月7日  | 中京   | 2000m | ダイタクヘリオス   | 牡4  | JRA  | 1:59.4 | 加用正     | 梅田康雄     | 中村雅一                   | 11.7       | 5        | 6500万円    |
| 第22回 | 1992年7月12日 | 中京   | 2000m | ミスタースペイン   | 牡4  | JRA  | 2:00.6 | 石橋守     | 橋口弘次郎   | 架谷外茂次                 | 2.4        | 1        | 6900万円    |
| 第23回 | 1993年7月11日 | 京都   | 2000m | ロンシャンボーイ   | 牡4  | JRA  | 1:59.0 | 清山宏明   | 小原伊佐美   | 清岡政徳                   | 49.4       | 7        | 6900万円    |
| 第24回 | 1994年7月10日 | 中京   | 2000m | ナイスネイチャ     | 牡6  | JRA  | 2:00.7 | 松永昌博   | 松永善晴     | 豊嶌泰三                   | 8.5        | 5        | 6900万円    |
| 第25回 | 1995年7月9日  | 中京   | 2000m | マチカネタンホイザ | 牡6  | JRA  | 2:02.6 | 柴田善臣   | 伊藤雄二     | 細川益男                   | 8.3        | 3        | 6900万円    |
| 第26回 | 1996年5月19日 | 中京   | 1200m | フラワーパーク     | 牝4  | JRA  | 1:07.4 | 田原成貴   | 松元省一     | 吉田勝己                   | 5.6        | 3        | 9400万円    |
| 第27回 | 1997年5月18日 | 中京   | 1200m | シンコウキング     | 牡6  | JRA  | 1:08.0 | 岡部幸雄   | 藤沢和雄     | 安田修                     | 14.7       | 6        | 9400万円    |
| 第28回 | 1998年5月24日 | 中京   | 1200m | シンコウフォレスト | 牡5  | JRA  | 1:09.1 | 四位洋文   | 栗田博憲     | 安田修                     | 4.9        | 2        | 9400万円    |
| 第29回 | 1999年5月23日 | 中京   | 1200m | マサラッキ         | 牡6  | JRA  | 1:08.0 | 藤田伸二   | 増本豊       | 丸井正貴                   | 18.6       | 8        | 9400万円    |
| 第30回 | 2000年3月26日 | 中京   | 1200m | キングヘイロー     | 牡5  | JRA  | 1:08.6 | 柴田善臣   | 坂口正大     | 浅川吉男                   | 12.7       | 4        | 9400万円    |
| 第31回 | 2001年3月25日 | 中京   | 1200m | トロットスター     | 牡5  | JRA  | 1:08.4 | 蛯名正義   | 中野栄治     | 高野稔                     | 2.9        | 1        | 9400万円    |
| 第32回 | 2002年3月24日 | 中京   | 1200m | ショウナンカンプ   | 牡4  | JRA  | 1:08.4 | 藤田伸二   | 大久保洋吉   | 国本哲秀                   | 6.6        | 3        | 9400万円    |
| 第33回 | 2003年3月30日 | 中京   | 1200m | ビリーヴ           | 牝5  | JRA  | 1:08.1 | 安藤勝己   | 松元茂樹     | 前田幸治                   | 10.1       | 3        | 9400万円    |
| 第34回 | 2004年3月28日 | 中京   | 1200m | サニングデール     | 牡5  | JRA  | 1:07.9 | 福永祐一   | 瀬戸口勉     | 後藤繁樹                   | 4.3        | 2        | 9400万円    |
| 第35回 | 2005年3月27日 | 中京   | 1200m | アドマイヤマックス | 牡6  | JRA  | 1:08.4 | 武豊       | 橋田満       | 近藤利一                   | 11.8       | 4        | 9400万円    |
| 第36回 | 2006年3月26日 | 中京   | 1200m | オレハマッテルゼ   | 牡6  | JRA  | 1:08.0 | 柴田善臣   | 音無秀孝     | 小田切有一                 | 9.3        | 4        | 9500万円    |
| 第37回 | 2007年3月25日 | 中京   | 1200m | スズカフェニックス | 牡5  | JRA  | 1:08.9 | 武豊       | 橋田満       | 永井啓弍                   | 4.5        | 1        | 9500万円    |
| 第38回 | 2008年3月30日 | 中京   | 1200m | ファイングレイン   | 牡5  | JRA  | 1:07.1 | 幸英明     | 長浜博之     | （有）社台レースホース     | 7.1        | 4        | 9500万円    |
| 第39回 | 2009年3月29日 | 中京   | 1200m | ローレルゲレイロ   | 牡5  | JRA  | 1:08.0 | 藤田伸二   | 昆貢         | （株）ローレルレーシング   | 7.6        | 3        | 9500万円    |
| 第40回 | 2010年3月28日 | 中京   | 1200m | キンシャサノキセキ | 牡7  | JRA  | 1:08.6 | 四位洋文   | 堀宣行       | 吉田和美                   | 3.7        | 1        | 9500万円    |
| 第41回 | 2011年3月27日 | 阪神   | 1200m | キンシャサノキセキ | 牡8  | JRA  | 1:07.9 | U.リスポリ | 堀宣行       | 吉田和美                   | 4.5        | 3        | 9500万円    |
| 第42回 | 2012年3月25日 | 中京   | 1200m | カレンチャン       | 牝5  | JRA  | 1:10.3 | 池添謙一   | 安田隆行     | 鈴木隆司                   | 3.9        | 2        | 9500万円    |
| 第43回 | 2013年3月24日 | 中京   | 1200m | ロードカナロア     | 牡5  | JRA  | 1:08.1 | 岩田康誠   | 安田隆行     | （株）ロードホースクラブ   | 1.3        | 1        | 9500万円    |
| 第44回 | 2014年3月30日 | 中京   | 1200m | コパノリチャード   | 牡4  | JRA  | 1:12.2 | M.デムーロ | 宮徹         | 小林祥晃                   | 7.7        | 3        | 9500万円    |
| 第45回 | 2015年3月29日 | 中京   | 1200m | エアロヴェロシティ | 騸7  | 香港 | 1:08.5 | Z.パートン | P.オサリバン | N.D.ヨン                   | 6.5        | 4        | 9500万円    |
| 第46回 | 2016年3月27日 | 中京   | 1200m | ビッグアーサー     | 牡5  | JRA  | 1:06.7 | 福永祐一   | 藤岡健一     | 中辻明                     | 3.9        | 1        | 9800万円    |
| 第47回 | 2017年3月26日 | 中京   | 1200m | セイウンコウセイ   | 牡4  | JRA  | 1:08.7 | 幸英明     | 上原博之     | 西山茂行                   | 8.7        | 5        | 9800万円    |
| 第48回 | 2018年3月25日 | 中京   | 1200m | ファインニードル   | 牡5  | JRA  | 1:08.5 | 川田将雅   | 高橋義忠     | ゴドルフィン               | 5.5        | 2        | 1億1000万円 |
| 第49回 | 2019年3月24日 | 中京   | 1200m | ミスターメロディ   | 牡4  | JRA  | 1:07.3 | 福永祐一   | 藤原英昭     | グリーンフィールズ（株）   | 7.8        | 3        | 1億1000万円 |
| 第50回 | 2020年3月29日 | 中京   | 1200m | モズスーパーフレア | 牝5  | JRA  | 1:08.7 | 松若風馬   | 音無秀孝     | （株）キャピタル・システム | 32.3       | 9        | 1億3000万円 |
| 第51回 | 2021年3月28日 | 中京   | 1200m | ダノンスマッシュ   | 牡6  | JRA  | 1:09.2 | 川田将雅   | 安田隆行     | （株）ダノックス           | 6.0        | 2        | 1億3000万円 |
| 第52回 | 2022年3月27日 | 中京   | 1200m | ナランフレグ       | 牡6  | JRA  | 1:08.3 | 丸田恭介   | 宗像義忠     | 村木克成                   | 27.8       | 8        | 1億7000万円 |
| 第53回 | 2023年3月26日 | 中京   | 1200m | ファストフォース   | 牡7  | JRA  | 1:11.5 | 団野大成   | 西村真幸     | 安原浩司                   | 32.3       | 12       | 1億7000万円 |
| 第54回 | 2024年3月24日 | 中京   | 1200m | マッドクール       | 牡5  | JRA  | 1:08.9 | 坂井瑠星   | 池添学       | （有）サンデーレーシング   | 9.6        | 6        | 1億7000万円 |
| 第55回 | 2025年3月30日 | 中京   | 1200m | サトノレーヴ       | 牡6  | JRA  | 1:07.9 | J.モレイラ | 堀宣行       | 里見治                     | 3.8        | 2        | 1億7000万円 |

## 高松宮記念の記録
- レースレコード - 1:06.7（第46回優勝馬ビッグアーサー[13]）
  - 優勝タイム最遅記録 - 1:12.2（第44回優勝馬コパノリチャード）
- 最年長優勝馬 - 8歳（第41回優勝馬キンシャサノキセキ）
- 最多優勝馬 - 2勝（第40回・第41回優勝馬キンシャサノキセキ）
- 最多優勝騎手 - 3勝
  - 河内洋（第16回・第18回・第19回）、田原成貴（第10回・第12回・第26回）、柴田善臣（第25回・第30回・第36回）、武豊（第20回・第35回・第37回）、藤田伸二（第29回・第32回・第39回）、福永祐一（第34回・第46回・第49回）
- 最多優勝調教師 - 3勝
  - 安田隆行（第42回・第43回・第51回）、堀宣行（第40回・第41回・第55回）
- 最多優勝種牡馬 - 4勝
  - サンデーサイレンス（第33回・第35回・第36回・第37回）
- 親子制覇
  - イットー - ハギノトップレディ・ハギノカムイオー
  - キングヘイロー - ローレルゲレイロ
  - ロードカナロア - ダノンスマッシュ・ファストフォース・サトノレーヴ
- 姉弟制覇
  - ハギノトップレディ・ハギノカムイオー（イットー産駒）
- 騎手・調教師の両方で優勝
  - 武邦彦（第7回、第20回）